# دیوار صوتی (فیلم ۱۹۵۲)
دیوار صوتی (انگلیسی: The Sound Barrier) فیلمی به کارگردانی دیوید لین است که در سال ۱۹۵۲ منتشر شد.
از بازیگران آن می‌توان به رالف ریچاردسون، نایجل پاتریک، داینا شریدن، آن تاد و دنهلم الیوت اشاره کرد. این فیلم در آمریکا با نام شکستن دیوار صوتی به نمایش درآمد.

## خلاصه داستان
«تونی» خلبان موفق هواپیماهای جنگنده در دوران جنگ جهانی دوم با دختر خانواده‌ای ثروتمند و صاحب قدرت که در کار طراحی هواپیما نیز دستی دارند ازدواج می‌کند. فیلم اقدامات آنها برای شکستن دیوار صوتی و تنش بین پدر و دختر را دنبال می‌کند…

## جوایز
این فیلم برنده اسکار بهترین صدابرداری و کاندیدای یک اسکار دیگر (کاندیدای اسکار بهترین نویسندگی) در سال ۱۹۵۳ شد.